# Ночето
Ночѐто (на италиански: Noceto, на местен диалект Nozèi, Ноцей) е град и община в северна Италия, провинция Парма, регион Емилия-Романя. Разположен е на 74 m надморска височина. Населението на общината е 12 724 души (към 2010 г.).